# Volja sinovljeva (2024.)
Volja sinovljeva srpski je znanstveno-fantastični avanturistički film iz 2024. godine redatelja Nemanje Ćeranića po scenariju Strahinje Madžarevića.
Snimanje je prvobitno počelo 2017., ali je zaustavljeno zbog financijskih poteškoća.
Tijekom 2022. godine produkciju projekta preuzima tvrtka „Režim” Miloša Avramovića i Aljoše Ćeranića uz podršku Telekoma Srbija, a film će pratiti istoimena serija u osam nastavaka.
Premijera filma održana je 26. studenog 2024.

## Radnja
„Volja sinovljeva” ciklus je epskih pjesama smještenih u postapokaliptičnu budućnost. Priča je epska avantura inspirirana srpskom tradicijom u dalekoj budućnosti nakon nuklearne katastrofe.
Daleko od Grada u pustinji žive Zrnoljudi, malena skupina koja uzgaja pšenicu. Ne žele se pokoriti tiraniji vladara Grada. Nakon izdaje koju dožive, strada im imanje. Jovan, sin Aberdara jedan je od onih koji su preživjeli, kreće tražiti sestru Mariju koja je otišla u Grad. 
Putem se zaljublje u Anđeliju. Očevom sabljom, dragocjenim nasljeđem koje generacijama čuvaju njegovi preci, nastoji pobijediti svoje neprijatelje.
U ovoj priči isprepliću se elementi post-apokaliptičnog svijeta s tradicionalnim temama, u surovom okruženju.

## Glavne uloge
- Igor Benčina - Jovan
- Isidora Simijonović - Anđelija
- Sergej Trifunović - Tuđin
- Svetozar Cvetković - Aberdar
- Petar Benčina - Bogdan
- Žarko Laušević - pripovijedač
- Miloš Biković - vođa Pokislih
- Marta Bjelica - Marija